# Bernhard Reyder

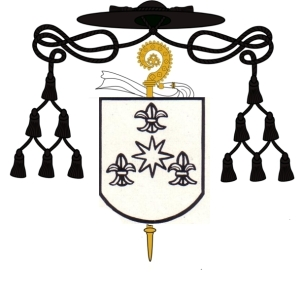
Das Wappen des Abtes Bernhard Reyder

Bernhard Reyder (* 1652 in Wechterswinkel, heute Bastheim; † 16. März 1717 in Münsterschwarzach) war von 1704 bis 1717 Abt des Benediktinerklosters in Münsterschwarzach.

## Münsterschwarzach vor Reyder
Die Abtei Münsterschwarzach hatte sich vor dem Amtsantritt des Bernhard Reyder weitgehend von den Zerstörungen erholt, die der Dreißigjährige Krieg hervorgebracht hatte. Unter Abt Remigius Winckel erlebte das Kloster einen wissenschaftlichen Aufschwung, die Klosterschule wurde für angehende Theologen geöffnet. Diese wissenschaftliche Erneuerung wurde unter seinem Nachfolger Benedikt Weidenbusch noch intensiviert.
In der zweiten Hälfte des 17. Jahrhunderts brachten milde Sommer einen Jahrhundertwein in die Vorratskammern der Abtei. Folgerichtig ließ Abt Plazidus Büchs die Zehnthöfe in den Klosterdörfern ausbauen. Gleichzeitig begann allerdings eine Spaltung des Konvents, da einige Mönche den Reichtum des Klosters kritisierten. Forderungen nach strikten Armutsregeln wurden allerdings abgelehnt. Stattdessen errichtete Abt Augustin Voit prächtige Barockgebäude, die als Gäste- und Konventsbau dienten.

## Leben

### Frühe Jahre
Bernhard Reyder wurde im Jahr 1652 auf der Gemarkung des Klosters Wechterswinkel geboren, das heute ein Teil der Gemeinde Bastheim in Unterfranken ist. Über seine Familie ist nichts bekannt. Auch über seine Ausbildung und Schulzeit schweigen die Quellen. Fest steht, dass Reyder ein Studium absolvierte und es mit dem philosophischen Magistergrad abschloss. Daraufhin trat er am 22. Juli 1670 als Professe in die Abtei Münsterschwarzach ein.
Sein Gelübde legte er allerdings erst ein Jahr später, am 26. Juli 1671 ab. Obwohl Reyder bereits ein Mann der Wissenschaft war, entschied er sich im gleichen Jahr die Abtei wieder zu verlassen, um ein weiteres Studium aufzunehmen. Diesmal immatrikulierte er sich am 30. Dezember 1671 in Salzburg. Hier, an der fünfzig Jahre zuvor gegründeten Universität, wollte er beide Rechte studieren. Erst 1673 kehrte Reyder aus dem Erzhochstift Salzburg zurück.
Schnell stieg er nun innerhalb der Klosterhierarchie auf. Subdiakon wurde er noch im Jahr seiner Rückkehr am 23. Dezember 1673. Am 29. Februar 1676 erhielt er sein Diakonat. Die Priesterweihe empfing er schließlich am 19. September 1676, wobei er seine Primiz am 22. September in der Klosterkirche zu Münsterschwarzach feierte. Hierauf engagierte sich Reyder in der Klosterschule der Abtei. Er wurde Lektor der Philosophie, ein Amt, das er 1679 bis 1681 innehatte.
Daraufhin verließ er wiederum das Kloster und wurde Novizenmeister in einem Bamberger Kloster, hier wirkte er von 1683 bis 1684. Danach kam er wieder zurück an den Main, um von 1684 bis zum 6. September 1686 erstmals das Amt des Priors, und damit die Klosterverwaltung innezuhaben. Weitere zwei Jahre weilte Reyder von 1686 bis 1688 im Heiligkreuzkloster in Donauwörth. Nach seiner Rückkehr ernannten ihn Abt und Konvent abermals zum Prior. Diesmal verwaltete er von 1691 bis zum 27. Februar 1694 die Abtei.

### Als Abt
Weitere neun Jahre war Bernhard danach seelsorgerisch tätig. Er ließ sich als Pfarrer von Sommerach im Klosterdorf nieder und leitete die Kirchengemeinde von 1795 bis 1704. Als Abt Augustin Voit im August des Jahres 1704 starb, wählte der Konvent Bernhard Reyder am 4. September desselben Jahres zum Abt. Seine Konfirmation erhielt er vom Würzburger Fürstbischof Johann Philipp von Greiffenclau am 19. September 1704 auf dem Marienberg. Benediziert wurde er am 1. November in der Universitätskirche in Würzburg, ebenfalls vom Bischof.
Der neue Abt unterbrach die Arbeiten an den fast vollendeten Bauten seines Vorgängers. Grund hierfür waren die steigenden Steuern, die an den Herren, den Würzburger Fürstbischof zu entrichten waren. Einige Monate später konnte die Bauarbeiten dann endgültig vollendet werden. Reyder beauftragte daraufhin den Hofbaumeister Johann Dientzenhofer, ihm ein Gesamtkonzept für die Barockbauten der Abtei anzufertigen. Dientzenhofer zeichnete hierbei erstmals einen Plan für einen Kirchenneubau.
Gleichzeitig sorgte der Abt für den Ausbau der Klosterbibliothek und ließ wertvolle Handschriften ins Kloster verbringen. Sein Auftreten sorgte allerdings innerhalb des ohnehin schon gespaltenen Konvents für weiteren Unmut: Der Abt zog die prächtigen Pontifikalgewänder an, die einem Bischof vorbehalten waren. Außerdem lud er die Würzburger Oberschicht zu teuren Neujahrsmahlen in das Schottenkloster der Stadt ein.
Im Jahr 1708 eskalierte der Streit unter den Mönchen. Einige wollten den verschwenderischen Prälaten absetzen, scheiterten jedoch, da keine Mehrheit gefunden werden konnte. Der Konflikt schwelte daraufhin noch einige Jahre weiter, bevor er 1712 durch das Einsetzen einer Kommission beigelegt werden konnte. Die 900-Jahr-Feier der Abtei konnte 1715 mit einem großen Festakt begangen werden.
Am 2. Februar 1717 erkrankte Bernhard Reyder an Wassersucht und starb am 16. März desselben Jahres.

## Wappen

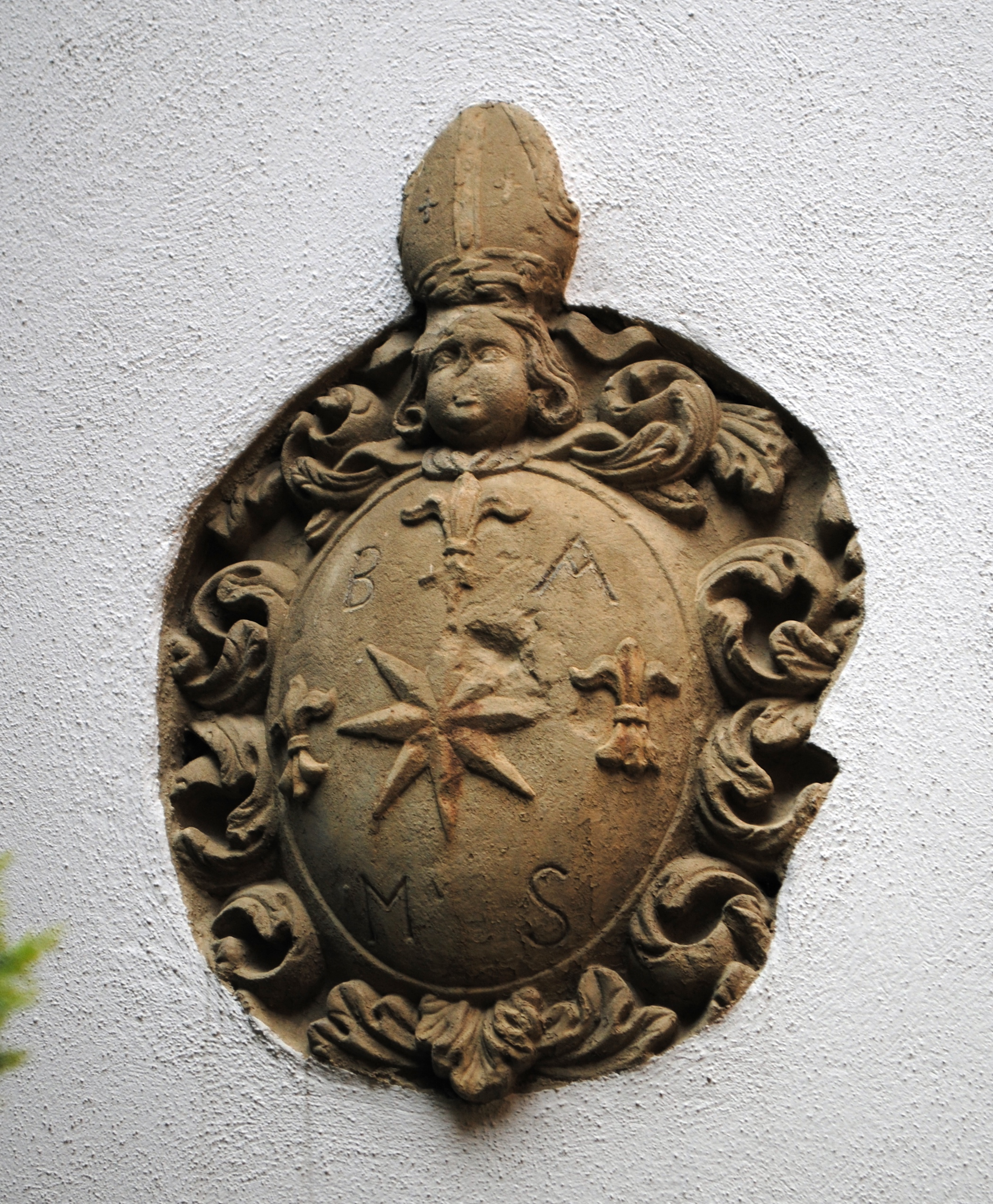
Das Wappen am Pfarrhaus in Reupelsdorf

Das Wappen des Abtes Bernhard Reyder hat sich auf einem Siegel am Jurament des Abtes aus dem Jahr 1704 überliefert. Daneben prangt das Zeichen am Pfarrhaus im ehemaligen Klosterort Reupelsdorf. Beschreibung: Ein achtstrahliger Stern, begleitet von drei 1:2 gestellten Lilien. Die Farben des Wappens sind unbekannt.